# Герб Курахового
Герб Курахового — офіційний символ міста Курахове Донецької області. Затверджений 21 квітня 2004 року рішенням сесії Курахівської міської ради.
Автор: П.В.Чесноков.

## Опис
"У щиті, скошеному зліва зеленим і лазуровим, вузький срібний хвилястий перев'яз зліва. У першій частині червоне полум'яне серце, що випускає золоті промені, тонко облямоване золотом і обтяжене золотим серцем. У другій частині чорна голова вовка, облямована золотом, з червоним язиком і золотими очима та іклами, що тримає в пащі золоту гілку яблуні в пояс із трьома срібними квітами (1:2)."

## Символізм

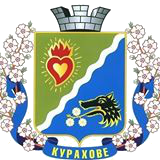
Офіційний герб Курахового (геральдична система - російська)

Доля сучасного міста нерозривно пов'язана з будівництвом Курахівської електростанції, яка стала містоутворюючим підприємством та зайняла головну роль в економіці міста та району. На гербі  Курахівську ТЕС символічно відображає полум'яне серце, що дає електроенергію для підприємств народного господарства, світло та тепло будинкам, школам і лікарням.
Будівництво Курахівської ТЕС було розпочато на лівому березі річки Вовчої (за легендою назва річки пов'язана зі зграями вовків, що колись жили на цій території), цей факт відображено на гербі срібним перев'язом та головою вовка.
Вовча голова також символізує той факт, що колись судноплавна, але згодом обміліла річка Вовча стала відправною точкою в будівництві електростанції, яка кардинально змінила вигляд і клімат місцевості. Так само кардинально, в незвичній якості трансформується і вигляд вовка, що несе квітучу гілочку, а не здобич, як символ нового життя, що народжується разом із будівництвом теплової електростанції.
Лазуровий колір символізує Курахівське водосховище, яке стало перлиною, прикрасою не лише району, а й усієї Донецької області, про що свідчить квітуча гілочка у пащі вовка.
Зелений колір – символ сільського господарства та трудівників землі.
Великий герб обрамляє вінок з квітучих гілок яблуні, обвитих лазуровою стрічкою.